# 别列兹尼基农村居民点 (弗拉基米尔州)
别列兹尼基农村居民点（俄语：Березниковское сельское поселение）是俄罗斯联邦弗拉基米尔州索宾卡区所属的一个农村居民点。其下辖有26个居民点，行政中心为别列兹尼基。据2016年统计，该农村居民点的人口为698人。